# HVC in het seizoen 1965/66
Het seizoen 1965/1966 was het 12e jaar in het bestaan van de Amersfoortse betaaldvoetbalclub HVC. De club kwam uit in de Tweede divisie A en eindigde daarin op de vijfde plaats. Tevens deed de club mee aan het toernooi om de KNVB beker, hierin werd de club in de groepsfase uitgeschakeld.

## Wedstrijdstatistieken

### Tweede divisie A
|       | AGOVV | Gooiland | De Graafschap | Heerenveen | Hilversum | PEC   | Tubantia | Veendam | Vitesse | Wageningen | FC Zaanstreek | ZFC   | Zwartemeer | Zwolsche Boys |
| ----- | ----- | -------- | ------------- | ---------- | --------- | ----- | -------- | ------- | ------- | ---------- | ------------- | ----- | ---------- | ------------- |
| Thuis | 3 – 1 | 0 – 0    | 1 – 2         | 0 – 0      | 2 – 1     | 0 – 2 | 1 – 0    | 2 – 0   | 2 – 3   | 1 – 1      | 1 – 1         | 2 – 1 | 3 – 1      | 2 – 0         |
| Uit   | 0 – 1 | 1 – 1    | 2 – 2         | 0 – 2      | 2 – 0     | 1 – 1 | 1 – 1    | 1 – 4   | 2 – 2   | 1 – 1      | 5 – 1         | 0 – 3 | 2 – 1      | 1 – 3         |

### KNVB beker
| Groepsfase                                     | Excelsior          | 0 – 0         | HVC                                                                           |
| 19 september 1965 Plaats: Rotterdam Woudestein |                    |               |                                                                               |
| Groepsfase                                     | HVC                | 1 – 5 (1 – 3) | Elinkwijk                                                                     |
| 7 november 1965 Plaats: Amersfoort Birkhoven   | Ab Ruitenbeek 14'  |               | 6', 20' Henny van Egdom 24' Karel Sülzle 72' Martin Voorn 83' Henk van Laatum |
| Groepsfase                                     | HVC                | 1 – 3 (0 – 3) | Xerxes                                                                        |
| 2 januari 1966 Plaats: Amersfoort Birkhoven    | Rudi Nijenhuis 53' |               | 5' Lazar Radović 15' Chiel Jansen 37' Ton Pansier                             |

## Statistieken HVC 1965/1966

### Eindstand HVC in de Nederlandse Tweede divisie A 1965 / 1966
| Stand | Gespeeld | Gewonnen | Gelijk | Verloren | Punten | Doelpunten voor | Doelpunten tegen |
| ----- | -------- | -------- | ------ | -------- | ------ | --------------- | ---------------- |
| 5e    | 28       | 12       | 10     | 6        | 34     | 43              | 32               |

### Topscorers
| #              | Naam                        | Goal |
| -------------- | --------------------------- | ---- |
| 1.             | Hans van Empelen            | 11   |
| 2.             | Henk van Dijk               | 7    |
| 3.             | Cockie Roubos               | 6    |
| 4.             | Ab Ruitenbeek               | 4    |
| 5.             | Evert van Ginkel            | 3    |
| 5.             | Leen van der Lugt           | 3    |
| 5.             | Ruud Maas                   | 3    |
| 8.             | Rudi Nijenhuis              | 2    |
| 9.             | Theo Bruijnse               | 1    |
| 9.             | G. Pieper                   | 1    |
| 9.             | Hans Vlietman               | 1    |
| Eigen doelpunt |                             |      |
| –              | Riekus Nieborg (Zwartemeer) | 1    |
| Totaal         | Totaal                      | 43   |

| #      | Naam           | Goal |
| ------ | -------------- | ---- |
| 1.     | Rudi Nijenhuis | 1    |
| 1.     | Ab Ruitenbeek  | 1    |
| Totaal | Totaal         | 2    |